# Lasasti kapičar
Lasasti kapičar (znanstveno ime Polytrichum commune) je vrsta mahu, ki je razširjena v zmernem pasu severne poloble, pa tudi v Mehiki, nekaterih pacifiških otokih, vključno z Novo Zelandijo in v Avstraliji. Raste v močvirnatih in vlažnih gozdovih ter ob gozdnih vodotokih. Vrsta je pogosta tudi v slovenskih gozdovih.

## Opis
Gametofit lasastega kapičarja ima dobro razvite rizoide, stebelce in listke. Sporofit se izrašča z vrha gametofita in je zgrajen iz havstorija, dolgega rumenkasto do rdečkastorjavega peclja (sete), ki doseže v dolžino med 5 in 9 cm in pušice. Na pušici je kapuca (kaliptra), ki je odtrgani del arhegonija. Pod kapuco se nahaja pokrovček, ki pokriva odprtino pušice. Pod pokrovčkom je nematodontni peristom, dolg okoli 250 µm, ki je zgrajen iz 64 negibljivih večceličnih zobcev in je zrasel z epifragmo, tako da se spore lahko sproščajo le skozi drobne vrzeli med zobci. Spore običajno merijo med 5 in 8 µm, lahko pa tudi do 12 µm.
Stebelca so lahko visoka od 5 do 10 cm, vendar je dolžina odvisna od naravnega okolja. Včasih stebelca dosežejo le okoli 2 cm, lahko pa so dolga tudi do 70 cm. Trdnost stebelc je prav tako odvisna od okolja. Običajno se stebelca nerazvejana, včasih pa se proti vrhu viličasto razcepijo. Listki so gosti ali srednje gosti in so običajno dolgi med 6 in 8 mm, lahko pa dosežejo celo do 12 mm.

## Variacije
- Polytrichum commune var. commune
- Polytrichum commune var. jensenii
- Polytrichum commune var. perigoniale